# Anna Andréieva
Anna Andréieva   (Penza, 14 de juny de 1915 (Julià) - 1997) va ser una atleta russa, especialista en el llançament de pes, que va competir sota bandera soviètica entre les dècades de 1930 i 1950.
En el seu palmarès destaca una medalla d'or en la prova del llançament de pes al Campionat d'Europa d'atletisme de 1950, per davant de la seva compatriota Klavdiya Tochenova i la francesa Micheline Ostermeyer, i el títol nacional de pes de 1938, 1948, 1949 i 1950. Durant la seva carrera esportiva millorà el rècord del món de pes, sent el 1950 la primera dona que va llançar el pes més enllà dels quinze metres.

## Millors marques
- Llançament de pes. 15,02 metres (1950)[4]